# Автобус
 За пиесата на Станислав Стратиев вижте Рейс (пиеса).  
Автобу̀с (съкращение от автомобил + омнибус, в български език е навлязъл най-вероятно от френски: Autobus през руски авто̀бус; в разговорния език често се нарича и рейс) се нарича моторно превозно средство за превозване на пътници с повече от 8 места за сядане без мястото на водача. Автобусите с дължина по-малка от 5 m обикновено се наричат микробуси. През последните години думата микробус се употребява все по-рядко за сметка на бус, минибус, ван и миниван.
Автобусите обикновено се движат по определен маршрут и спират на точно определени места за качване и слизане на пътниците, наречени спирки, като спазват времево разписание.

## История
Първият автобус е произведен през 1801 г. от Ричард Тревитик, а неговата демонстрация се състои на 24 декември същата година в Камборн, Корнуол (Англия). Това е машина с парен двигател, която може да вози 8 пътника.
Първият електрически автобус се появява в Лондон през 1886 г. Той се е движил със средна скорост 11,2 km/h.
Първият в света автобус с двигател с вътрешно горене, работещ с бензин, е построен в Германия през 1894 – 1895 години от завода „Benz“. Той побира 8 пътника и се е движил по 15-километрово трасе между немските градове Зиген, Нетфен и Дойц.
В България първият „български“ автобус се появява през 1928 г., когато майстор-коларят Рачо Вълков Джамбов започва изработването на каросерии в град Орхание, днес Ботевград, за нуждите на пътническия превозвач Иван Вълков.

## Автобуси в София
Градският транспорт в София разполага с автобуси марка BMC 220 SLF. Сглобявани са в Турция. Със заем от Европейската банка за възстановяване и развитие СКГТ купува 50 броя съчленени автобуса МВ O345 G Conecto. През декември месец 2003 г. АП Земляне пуска по линия 83 15 броя МВ O345 G Conecto с инвентарни борд-номера от 1101 до 1115. До края на януари 2004 тръгват и останалите 25 броя от 1116 до 1123 по линия 83 и от 1125 до 1141 по линия 11. В АП Малашевци от февруари 2004 по линия 280 тръгват 10 броя МВ O345 G Conecto с номера от 2161 до 2170.

## Производители
- Autosan
- BMC
- Чавдар
- ACEV (Mercedes-Benz, MAN, Renault)
- Dietrich Véhicules
- Durisotti (PSA, Fiat, Renault Trucks)
- Ernst Auwärter (Mercedes-Benz)
- Evobus (Mercedes-Benz, Setra)
- Fast Concept Car (Renault, Mercedes-Benz)
- Gépébus (PVI)
- Gruau
- Heuliez
- Irisbus (Renault Trucks, IVECO, Matra)
- Ikarus
- KING LONG
- MAN Group (MAN Group)
- Mercedes-Benz
- Neoplan
- Novabus
- Renault
- Scania
- Setra
- Solaris Bus & Coach
- Solbus
- SOR
- Tedom
- Temsa
- Volvo
- Van Hool
- VDL Bova